# 専慶流
専慶流（せんけいりゅう）は江戸時代の寛文9年（1669年）、立華の名手として謳われた冨春軒仙渓によって創流されたいけばなの流派。

## 歴史
貞享5年（1688年）5月5日、仙渓は立華時勢粧（りっかいまようのすがた）全8巻を出版し、草木生態、特徴、扱いにいたるまで詳述し、功用論、修道論、風体論、形式などにも見解を示し、百数十におよぶ立華の作品を掲載した。現在でも「華道論集」として資料となっている。その後、文化、文政の頃よりいけばなは庶民の間に普及し「生花」（せいか）が主流となった。
安政の初め、専慶流家元邸が焼失し、いけばなは他の技芸とともに荒廃化する。13代専慶は戦火をのがれ、伝来の品々をもって滋賀県雄琴村の門弟宅に一時身を寄せ、不遇な晩年をおくり、また子孫がなく絶家した。明治元年10月（1868年）、（西阪）松声軒慶翁が門弟総意の推挙で十四代の家門を正式に継承。これまで茶道香道とともに影をひそめていたいけばなの復興に努める。
明治35年3月（1902年）、松声軒西阪専慶が15代を継承し、さらに流派の基盤を固め、大正15年5月（1926年）、十六代松声軒西阪専慶に継ぐ。
昭和2年3月（1927年）、これまで桑原専慶流と称していた流名を「桑原」を廃して単に「専慶流」と流名を改める。
現在は17代専慶が継承、後継者の長男保則も、古き伝統と一貫したいけばなの心を受け継ぎ、明日の生活に密着した自然美を求め次世代諸流派の若手として活躍している。現家元は京都在住。日本いけばな芸術協会常任理事をつとめる。また、17代専慶の弟、西阪慶眞も幼少より指導を受け、2008年現在は京田辺市いけばな協会顧問、そして、後継者の指導とホームページを通じ世界に向けたいけばな文化高揚に力を注いでいる。

## 専慶流の様式（ようしき）
立華（りっか）
「真（しん）」「行（ぎょう）」「草（そう）」
生花（せいか）
「真」「行」「草」「雅整体（がせいたい）」「現代生花」
投入（なげいれ）
「立体（りったい）」「傾体（けいたい）」「横体（おうたい）」「流体（りゅうたい）」「垂体（すいたい）」
盛花（もりばな）
「立体（りったい）」「傾体（けいたい）」「横体（おうたい）」「流体（りゅうたい）」「平面体（へいめんたい）」「並列型（へいれつけい）」
現代花（げんだいか）
「直上型（ちょくじょうけい）」「傾体形（けいたいけい）」「左右対称（さゆうたいしょう）」「下垂型（かすいけい）」
造形（ぞうけい）

## 剣山
剣山（けんざん）は、無数の針を鉛の平板に溶かしたもので、その針釘に素材の茎を挿して固定させる留め具を指す。剣山そのものは、明治時代末ごろに考えられたものとされる。
昭和4年（1929年）11月、専慶流先代家元専慶の兄（力松＝専慶流後見、月間「はな」誌編集、発行）が「挿花盤」の名称で「上面に無数の針を固植したる平板に無数の透孔を有する冠蓋を嵌着したる挿花盤の構造」の考案で実用新案登録を取得（実用新案出願公告昭和4年第13072号）。この実用新案権は「透孔を有する冠蓋」を持つ特定の構造の剣山についてのもので、剣山すべてについて及ぶものではない。